# Municipio de Sibley (Kansas)
El municipio de Sibley (en inglés: Sibley Township) es un municipio ubicado en el condado de Cloud en el estado estadounidense de Kansas. En el año 2010 tenía una población de 184 habitantes y una densidad poblacional de 1,99 personas por km².

## Geografía
El municipio de Sibley se encuentra ubicado en las coordenadas 39°37′51″N 97°40′25″O / 39.63083, -97.67361. Según la Oficina del Censo de los Estados Unidos, el municipio tiene una superficie total de 92.66 km², de la cual 91,62 km² corresponden a tierra firme y (1,13 %) 1,04 km² es agua.

## Demografía
Según el censo de 2010, había 184 personas residiendo en el municipio de Sibley. La densidad de población era de 1,99 hab./km². De los 184 habitantes, el municipio de Sibley estaba compuesto por el 96,74 % blancos, el 2,17 % eran de otras razas y el 1,09 % eran de una mezcla de razas. Del total de la población el 2,72 % eran hispanos o latinos de cualquier raza.